# Festival di Cannes 1965
La 18ª edizione del Festival di Cannes si è svolta a Cannes dal 12 al 28 maggio 1965.
La giuria presieduta dall'attrice statunitense Olivia de Havilland ha assegnato il Grand Prix per il miglior film a Non tutti ce l'hanno... di Richard Lester.

## Selezione ufficiale

### Concorso
- Tarahumara la vergine perduta (Tarahumara (Cada vez más lejos)), regia di Luis Alcoriza (Messico)
- Az életbe táncoltatott leány, regia di Tamás Banovich (Ungheria)
- El Haram, regia di Henry Barakat (Egitto)
- Amori di una calda estate (Los pianos mecánicos), regia di Juan Antonio Bardem (Spagna/Francia/Italia/Germania)
- Zhili-byli starik so starukhoy, regia di Grigori Chukhrai (Unione Sovietica)
- La foresta degli impiccati (Padurea spânzuratilor), regia di Liviu Ciulei (Romania)
- Yoyo, regia di Pierre Étaix (Francia)
- Il tramonto degli eroi (Pierwszy dzien wolnosci), regia di Aleksander Ford (Polonia)
- Ipcress (The Ipcress File), regia di Sidney J. Furie (Gran Bretagna)
- Goreshto pladne, regia di Zako Heskija (Bulgaria)
- Il negozio al corso (Obchod na korze), regia di Ján Kadár e Elmar Klos (Cecoslovacchia)
- I piaceri della notte (Noite Vazia), regia di Walter Hugo Khouri (Brasile)
- Kwaidan (Kaidan), regia di Masaki Kobayashi (Giappone)
- Zhavoronok, regia di Nikita Kurikhin e Leonid Menaker (Unione Sovietica)
- Fifi la plume, regia di Albert Lamorisse (Francia)
- Non tutti ce l'hanno (The Knack ...and How to Get It), regia di Richard Lester (Gran Bretagna)
- La collina del disonore (The Hill), regia di Sidney Lumet (Gran Bretagna)
- Clay, regia di Giorgio Mangiamele (Australia)
- Prodosia, regia di Kostas Manoussakis (Grecia)
- El Reñidero, regia di René Múgica (Argentina)
- Il momento della verità, regia di Francesco Rosi (Italia/Spagna)
- 317º battaglione d'assalto (La 317e section), regia di Pierre Schoendoerffer (Francia/Spagna)
- Mitt hem är Copacabana, regia di Arne Sucksdorff (Svezia)
- El juego de la oca, regia di Manuel Summers (Spagna)
- Il collezionista (The Collector), regia di William Wyler (Gran Bretagna/USA)
- Gli amorosi (Älskande par), regia di Mai Zetterling (Svezia)

### Fuori concorso
- Le cinquième soleil, regia di Jacqueline Grigaut-Lefévre (Francia)
- John F. Kennedy: Years of Lightning, Day of Drums, regia di Bruce Herschensohn (USA)
- Le olimpiadi di Tokyo (Tôkyô orimpikku), regia di Kon Ichikawa (Giappone)
- Prima vittoria (In Harm's Way), regia di Otto Preminger (USA)
- Mary Poppins, regia di Robert Stevenson (USA)
- Amsterdam, regia di Herman van der Horst (Paesi Bassi)

## Settimana internazionale della critica
- La cage de verre, regia di Philippe Arthuys e Jean-Louis Levi-Alvarès (Israele/Francia)
- It Happened Here, regia di Kevin Brownlow et Andrew Mollo (Gran Bretagna)
- Finnegan's Wake, regia di Mary Ellen Bute (USA)
- Le chat dans le sac, regia di Gilles Groulx (Canada)
- I diamanti della notte (Démanty noci), regia di Jan Němec (Cecoslovacchia)
- Amador, regia di Francisco Regueiro (Spagna)
- Andy, regia di Richard C. Sarafian (USA)
- Walk over (Walkover), regia di Jerzy Skolimowski (Polonia)
- Hor B'Levana, regia di Uri Zohar (Israele)

## Giuria
- André Maurois (Francia) - presidente onorario
- Olivia de Havilland, attrice (USA)
- Max Aub (Messico)
- Michel Aubriant, giornalista (Francia)
- Rex Harrison, attore (USA)
- Goffredo Lombardo (Italia)
- François Reichenbach (Francia)
- Alain Robbe-Grillet (Francia)
- Constantin M. Simonov (Unione Sovietica)
- Edmond Ténoudji (Francia)
- Jerzy Toeplitz (Polonia)

## Palmarès
- Grand Prix: Non tutti ce l'hanno (The Knack ...and How to Get It), regia di Richard Lester (Gran Bretagna)
- Premio speciale della Giuria: Kwaidan (Kaidan), regia di Masaki Kobayashi (Giappone)
- Prix d'interprétation féminine: Samantha Eggar - Il collezionista (The Collector), regia di William Wyler (Gran Bretagna/USA)
- Prix d'interprétation masculine: Terence Stamp - Il collezionista (The Collector), regia di William Wyler (Gran Bretagna/USA)
- Prix de la mise en scène: Liviu Ciulei - La foresta degli impiccati (Padurea spânzuratilor) (Romania)
- Prix du scénario: Pierre Schoendoerffer - 317º battaglione d'assalto (La 317e section), regia di Pierre Schoendoerffer (Francia/Spagna) ex aequo Ray Rigby - La collina del disonore (The Hill), regia di Sidney Lumet (Gran Bretagna)
- Premio FIPRESCI: Tarahumara la vergine perduta (Tarahumara (Cada vez más lejos)), regia di Luis Alcoriza (Messico)
- Premio OCIC: Yoyo, regia di Pierre Étaix (Francia)